# Artūras Andrulis
Artūras Andrulis, également connu sous le nom d'Adolfas Andrulis, né le 10 avril 1922 à Kaunas et mort le 3 juillet 1981, dans le comté de Volusia, en Floride, est un ancien joueur de basket-ball et de football lituanien. Il évoluait au poste de milieu de terrain.

## Carrière
Avec l'équipe de Lituanie de basket-ball, il est champion d'Europe en 1937 et 1939.
Il reçoit deux sélections en équipe de Lituanie de football. Il joue son premier match le 30 juin 1936, en amical contre l'Estonie (victoire 2-0 à Kaunas). Il joue son second match le 3 septembre 1938, une nouvelle fois contre l'Estonie, lors de la Coupe baltique (défaite 3-1 à Tallinn).

## Palmarès
- Champion d'Europe de basket-ball en 1937
- Champion d'Europe de basket-ball en 1939